# Христианский университет Абилина
Христианский университет Абилина (англ. Abilene Christian University, сокр. ACU) — американский частный христианский университет в Абилине, штат Техас.
С момента основания и до настоящего времени университет управляется попечительским советом, состоящим из членов Церкви Христа.

## История
Учебное заведение было основано в 1906 году как Классический институт Чайлдерса (Childers Classical Institute). Идея создания христианского университета в Абилине родилась из первоначальной задумки создания школы в Западном Техасе, которую поддерживали А. Б. Баррет и Чарльз Роберсон. Церкви Христа в Абилине согласились поддержать этот проект. Военный США Джон Чайлдерс продал учебному заведению землю и большой дом к западу от города, снизив при этом цену с условием, что вуз будет назван в его честь. Институт открылся осенью 1906 года; первоначально в нём обучалось 25 студентов.
Когда в 1912 году президентом института стал Джесси Сьюэлл, учебное заведение стало называться Христианский колледж Абилина (Abilene Christian College), но официально это имя было выкуплено у семьи Чайлдерсов за 4000 долларов. В 1912 году была основана университетская газета The Optimist, выпускаемая студентами. В 1916 году начал выпускаться школьный ежегодник The Prickly Pear. Литературно-художественный журнал кампуса The Pickwicker (ныне The Shinnery Review) выпускается с 1933 года, а в 2008 году для выпуска студенческих новостей было создано СМИ JMC Network. Также имеется Издательство христианского университета Абилин.
В 1927 году при участии города попечительский совет приобрел 280 га земли к северо-востоку от Абилина, и в 1929 году открылся его новый кампус. В 1951 году колледж впервые получил образовательную аккредитацию, став членом Southern Association of Colleges and Schools. 22 февраля 1976 года название Абилинского христианского колледжа было изменено на Христианский университет Абилина.

## Президенты
- Allen Booker Barret (1906—1908)
- H. C. Darden (1908—1909)
- Robertson Lafayette Whiteside (1909—1911)
- James F. Cox (1911—1912)
- Jesse Parker Sewell (1912—1924)
- Batsell Baxter (1924—1932)
- James F. Cox (1932—1940)
- Don H. Morris (1940—1969)
- John C. Stevens (1969—1981)
- William J. Teague (1981—1991)
- Royce Money (1991—2010)
- Phil Schubert (2010—наст. время)

## Выпускники
В числе известных выпускников Христианского университета Абилина: юрист Джеффри Бойд, политик Дженис Хан, бывший президент Университета Северной Дакоты Роберт Келли, певица и художник Холли Данн, музыкант Дэниел Джонстон, актёр Рэндалл Кобб, легкоатлет Бобби Морроу, гольфист Чарльз Куди и другие.